# 三三医院旧址
三三医院旧址位于中国浙江省杭州市上城区湖滨街道柳营路6号、南山路266号。
三三医院由同盟会会员裘吉生创建于1923年，最初设于吴山脚下十五奎巷四牌楼39号，是一座中西医结合医院。王松泉认为“三三医院”有纪念秋瑾之意。1930年医院迁入现址，这是一座建于1926年的欧式洋房，俗称“黄楼”，“U”形平面，占地面积220平方米，上下两层，共47间。门廊立柱采用陶立克柱式。解放后这幢楼作为国民政府资产被收归公有，做过机关事务管理所、市府机关幼儿园。后来，这里被列为杭州文物保护点。 
南山路266号建筑是医院的附属建筑“崇仁里”，为民国时期典型的石库门里弄式住宅，包括南北两组天井式院落，入口处为尖拱券门。
2013年12月16日，三三医院旧址公布为第五批杭州市文物保护单位，编号5-1。